# XDCC

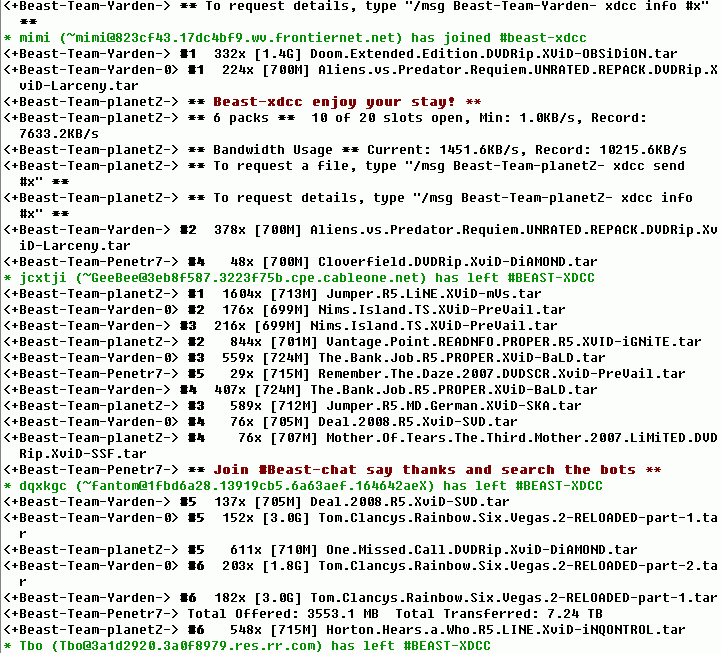
Uma lista de pacotes disponíveis em um robô XDCC.

XDCC (Xabi DCC ou eXtended DCC) é um método de Compartilhamento de arquivos de computador, que usa a rede Internet Relay Chat (IRC) como serviço-anfitrião.

## História
Limitações do protocolo DCC original impediam transferências de arquivos realmente grandes, ou grupos de arquivos. XDCC então foi desenvolvido para permitir criação de lotes (batches) de arquivos, e requisição/envio de tais arquivos para outros.

XDCC foi inicialmente um script escrito em 1994 para ircII pelo Xabi. Esse script estendia o comando DCC do ircII. Agora, XDCC refere-se a robôs IRC rodando programas de Compartilhamento de arquivos, em geral. Robôs XDCC servem usualmente um ou mais arquivos grandes usando o protocolo DCC. Apesar do XDCC ser comumente empregado na distribuição de conteúdo ilegal, como lançamentos de software warez, música, e filmes, não serve apenas a esse propósito, e pode ser usado para transferências legais.

## Features
Diferente de transferências peer-to-peer, os servidores XDCC estão frequentemente hospedados em conexões com larguras de banda de upload realmente altas, algumas vezes excedendo os 100Mb. Com frequência, servidores FTP estão também rodando nos servidores XDCC, para facilitar o upload dos materiais para lá. Muitos servidores XDCC rodam em computadores com segurança comprometida!